# Departamento de Flores
Flores es uno de los diecinueve departamentos que componen la República Oriental del Uruguay. Su capital es Trinidad.
Está ubicado al suroeste del país, limitando al norte con el río Negro que lo separa del departamento de Río Negro, al este con Durazno y Florida, al sur con San José, al suroeste con Colonia, y al oeste con Soriano. Con 5144 km² es el quinto departamento menos extenso —por delante de San José, Maldonado, Canelones y Montevideo, el menos extenso—, con 26 271 habitantes en 2023, el menos poblado, y con 5,11 hab/km², el segundo menos densamente poblado.
La denominación de Flores es en homenaje al Brigadier Venancio Flores, quien tuviera una destacada actuación militar y política en las décadas de 1840, 1850 y 1860, y que era oriundo de la actual capital departamental.

## Historia de Flores

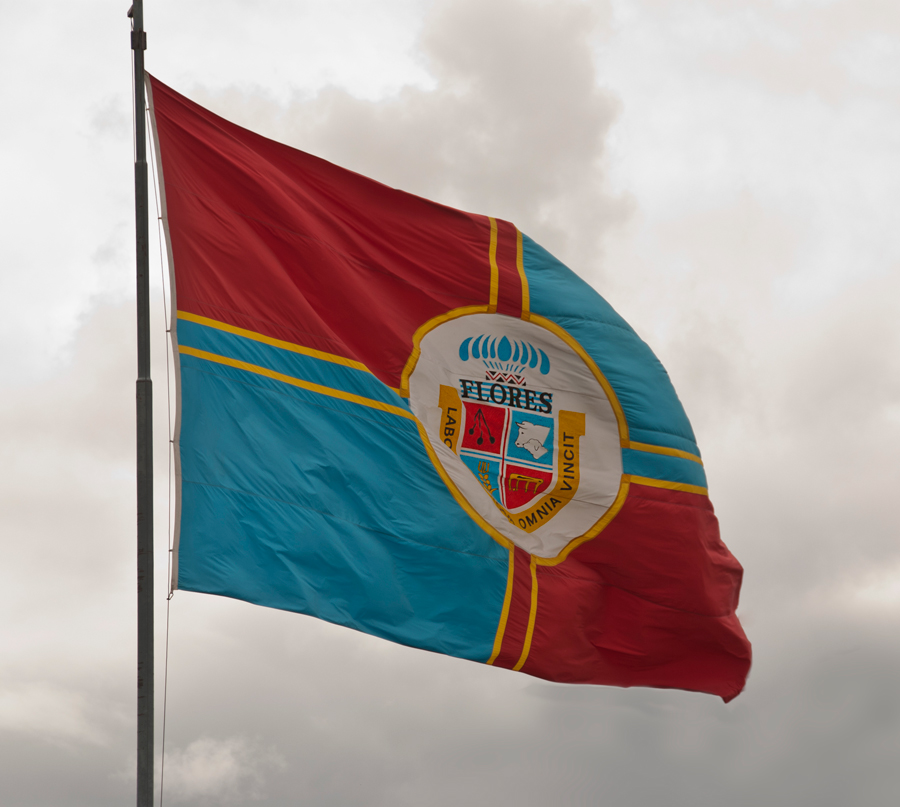
Imagen de la bandera de Flores, la misma se encuentra desplegada a la entrada de la Ciudad de Trinidad, capital departamental.

A fines del siglo XVIII, el territorio del actual departamento de Flores estaba en poder de solo dos terratenientes: Francisco Alzáybar, capitán de navío de la Real Armada Española, quién trajo los primeros inmigrantes desde las Islas Canarias para la fundación de Montevideo, y Miguel Ignacio de la Cuadra, teniente coronel de la artillería de Montevideo. Los mismos, al no tener demarcados los límites de sus campos, daban lugar a la presencia de "faeneros" de ganado en sus fronteras. A su pesar, entre las dos propiedades se estableció un caserío conocido como de los Porongos por una calabaza silvestre abundante en la zona que se usaba para tomar mate. Hacia 1802 se decide la construcción de una capilla y es nombrado párroco fray Manuel Ubeda, de la orden de los Trinitarios Calzados, devotos de la Divina Trinidad. Es él quien recibiendo de la entonces viuda de Miguel de la Cuadra, Inés Durán, la donación de los solares, procede a fundar la que se llamó Villa de la Santísima Trinidad de los Porongos (actual ciudad de Trinidad).
Desde mediados de 1860, existía un importante movimiento de vecinos de la Villa de la Santísima Trinidad, que aspiraban a que estos territorios que constituían la 3.ª Sección Judicial de San José, fueran separados del mismo y constituyeran un nuevo departamento. Tal iniciativa no habría de tener éxito hasta el año 1885, cuando el entonces Presidente de la República Gral. Máximo Santos decidió la creación de un nuevo departamento. Fue así que por la Ley Nro. 1854 del 30 de diciembre de 1885 nació el departamento de Flores del territorio que hasta entonces pertenecía a la 3.ª Sección Judicial de San José.
Esta maniobra permitió a Máximo Santos resultar electo senador por el nuevo departamento, al terminar su periodo presidencial, y así asumir la presidencia del Senado. El presidente electo como sucesor de Máximo Santos, Francisco Vidal, terminó por renunciar permitiendo a Santos volver a la presidencia habiendo evadido la restricción constitucional de ser reelegido como presidente de la república. 
La denominación de Flores del nuevo departamento es en homenaje al Brigadier Venancio Flores, quien tuviera destacada actuación militar y política en la vida del país en las décadas de 1840, 1850 y 1860 y que era oriundo de esta zona.
El Departamento de Flores es el último y más joven de los diecinueve departamentos de la República. En la alborada del siglo XIX, la extensión que comprendía el actual Departamento de Flores, era su casi totalidad, propiedad de los sucesores de Francisco Alzaybar y de Miguel Ignacio De la Cuadra, Capitán de Milicia de la Plaza Fuerte.
Los comienzos del proceso fundacional de la ciudad de Trinidad se remontan al año 1801, fecha en que Francisco Fondar solicita en nombre de sesenta vecinos y en el suyo propio, autorización al Virrey Don Joaquín Del Pino, para construir una capilla a lo alto de la cuchilla Porongos, en cuyo contorno solían acampar los faeneros de la llamada "Edad de Cuero".
Su culminación tiene lugar el 14 de abril de 1804, fecha en que Doña Inés Durán, a la sazón viuda de Don Miguel Ignacio de la Cuadra, escritura los terrenos asiento de la ciudad a favor de Fray Manuel Ubeda.
El 18 de mayo de 1808, nace en Trinidad Venancio Flores, a quien se le debería más tarde el nombre del Departamento.
El Departamento de Flores fue creado por Ley N.º 1854 del 30 de diciembre de 1885, fruto de una decisión evidentemente política por parte del entonces Presidente de la República Brigadier General Máximo Santos, quien poco después sería elegido senador por el Departamento, desde ese cargo obtuvo luego la reelección como presidente de la República.
Por Ley N.º 14708 del 30 de septiembre de 1977, se modificaron por última vez los límites del Departamento, incorporando en su totalidad al mismo, la Villa de Ismael Cortinas.
Ubicado en el centro de la República, tiene como límites generales: al norte el departamento de Río Negro, al este los departamentos de Durazno y Florida, al sur el departamento de San José y al oeste los departamentos de Colonia y Soriano.
Fuente: Intendencia Municipal de Flores.

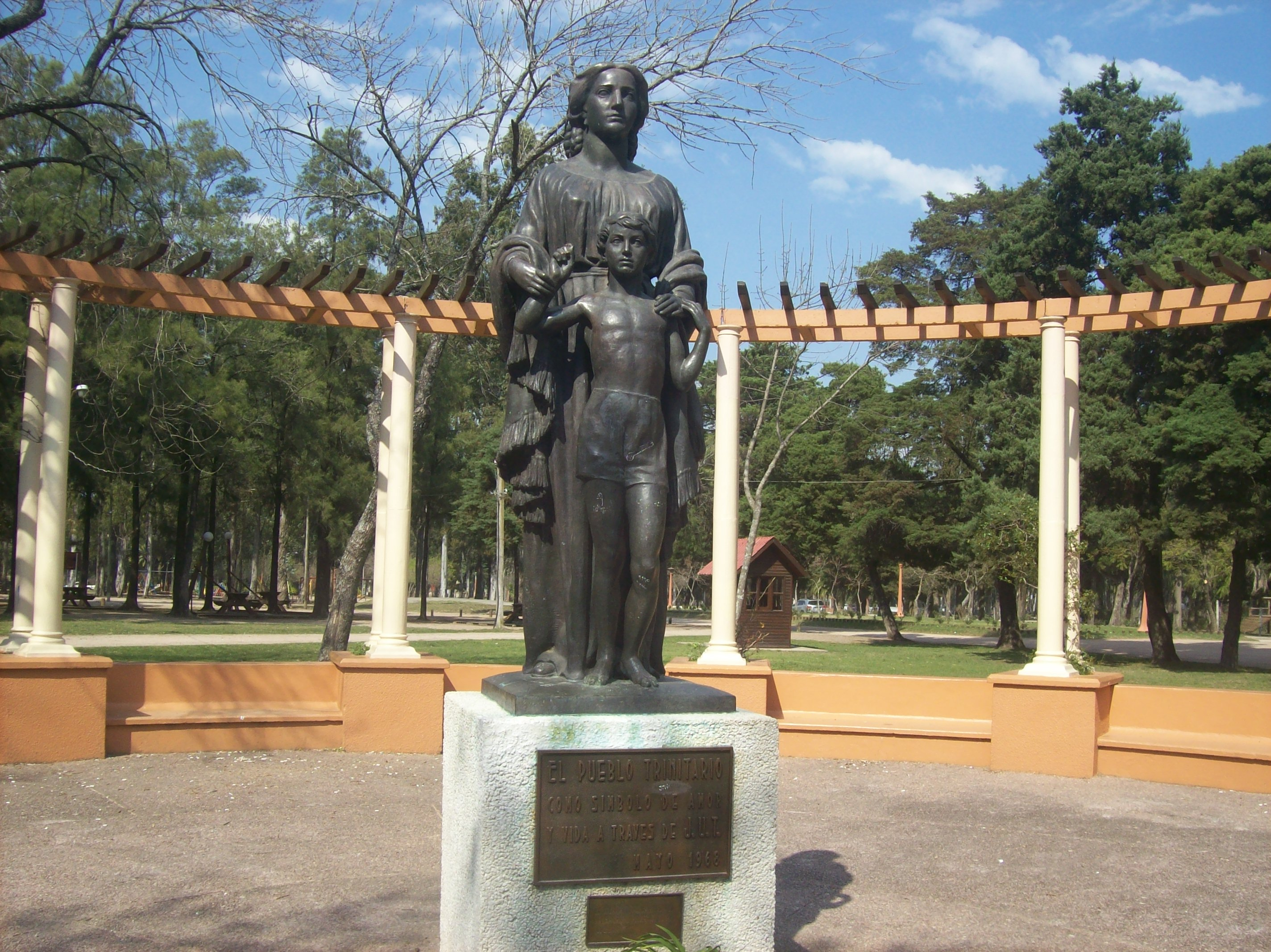
Monumento a la Madre, ubicado en Trinidad.

## Gobierno
De acuerdo con el artículo 262 de la Constitución de la República, en materia de administración departamental "el Gobierno y Administración de los Departamentos, con excepción de los servicios de seguridad pública, serán ejercidos por una Junta Departamental y un Intendente. Tendrán su sede en la capital de cada departamento e iniciarán sus funciones sesenta días después de su elección."
Además, "el Intendente, con acuerdo de la Junta Departamental, podrá delegar en las autoridades locales el ejercicio de determinados cometidos en sus respectivas circunscripciones territoriales"(...).

### Ejecutivo
La Intendencia Departamental es el órgano ejecutivo del departamento. El Intendente es electo de forma directa con cuatro suplentes, por un período de cinco años con posibilidad de una reelección.

### Legislativo
La legislatura está ejercida por una Junta Departamental compuesta de 31 ediles, con tres suplentes, que acompañan a las listas electorales y son elegidos de forma democrática. Los ediles son los encargados de proponer reformas municipales, decretos e impuestos, así como cualquier otro proyecto que estimen conveniente coordinar con el Intendente. Estos cumplen la función del Poder Legislativo a nivel departamental.

### Municipios
- Ismael Cortinas

## Transporte
Flores cuenta con una amplia red de carreteras. Su capital fue fundada por un cruce de caminos.
Las carreteras que cruzan el departamento son:
- La Ruta 3, la cual es una de las principales carreteras del país, que entra a Flores, cruza por Trinidad, y pasa por Andresito, una pequeña localidad del departamento, y por el parque nacional Bartolomé Hidalgo, dirigiéndose hacia el Departamento de Río Negro.
- La Ruta 23, dirigiéndose desde Trinidad hacia Ismael Cortinas, otra localidad del departamento.
- La Ruta 14, dirigiéndose hacia la ciudad de Durazno al este, y hacia el departamento de Soriano al oeste.
- La Ruta 57, que se dirige a Cardona, una localidad ubicada en el límite entre Soriano y Colonia.
- La Ruta 12, pasa por Ismael Cortinas y se dirige hacia la localidad de Nueva Palmira, en Colonia.

A su vez cuenta con un pequeño ramal ferroviario que une Trinidad con la ciudad de Durazno, que se encuentra abandonado desde 1985. Además, la estación de Ismael Cortinas de la línea a Mercedes se encuentra dentro del departamento poronguero. Dicho ramal esta abandonado desde 2002.

## Educación secundaria
- Liceo departamental N.º 1 «Carlos Brignoni»: inaugurado el 8 de abril de 1912.
- Liceo departamental N.º 2: inaugurado en enero de 1995.
- Colegio y Liceo Vaz Ferreira: inaugurado en 2000
- Colegio San José: inaugurado en 1895.
- Colegio y liceo American School: inaugurado en 2007

## Geografía

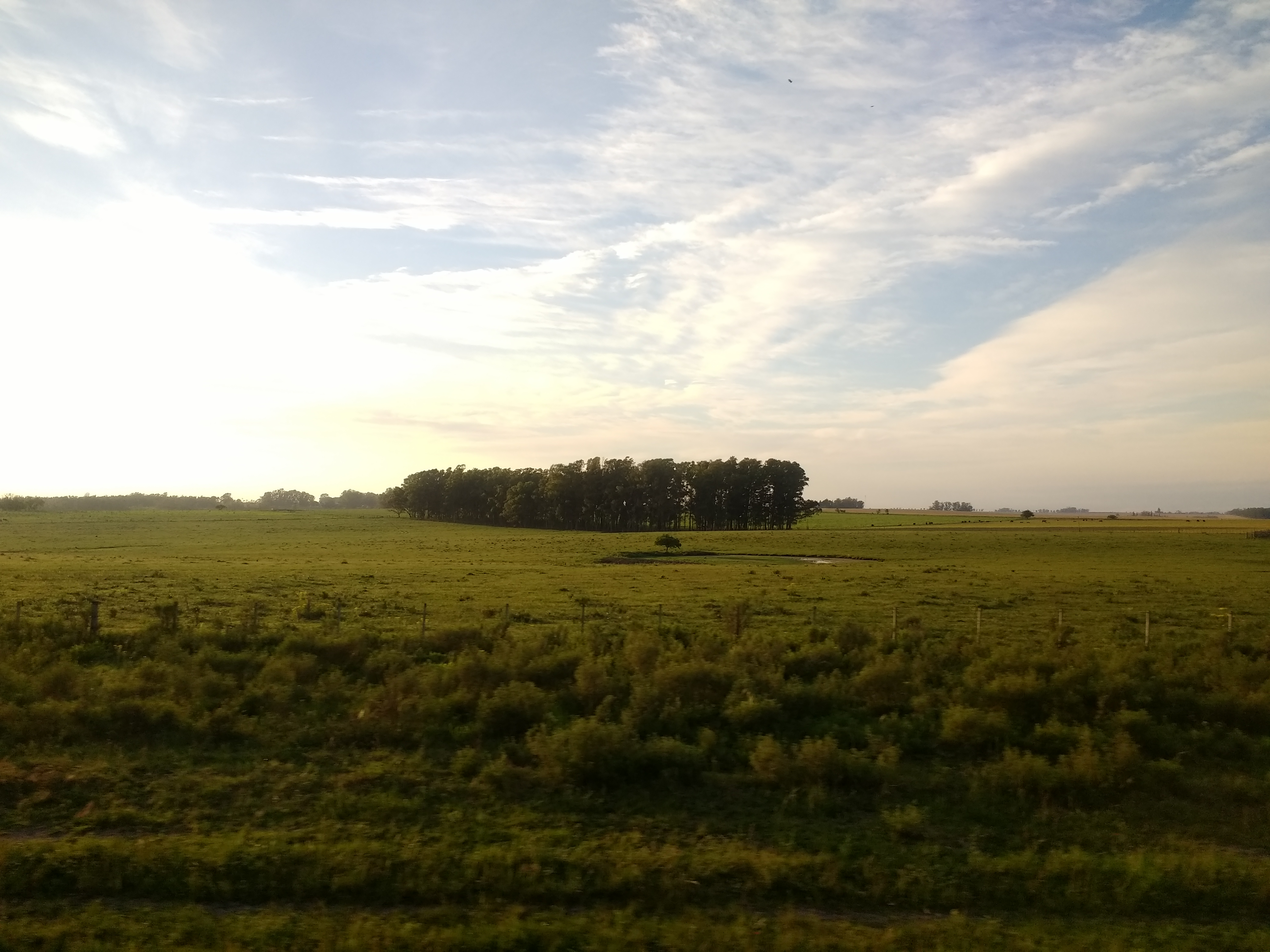
Paisaje del departamento de Flores

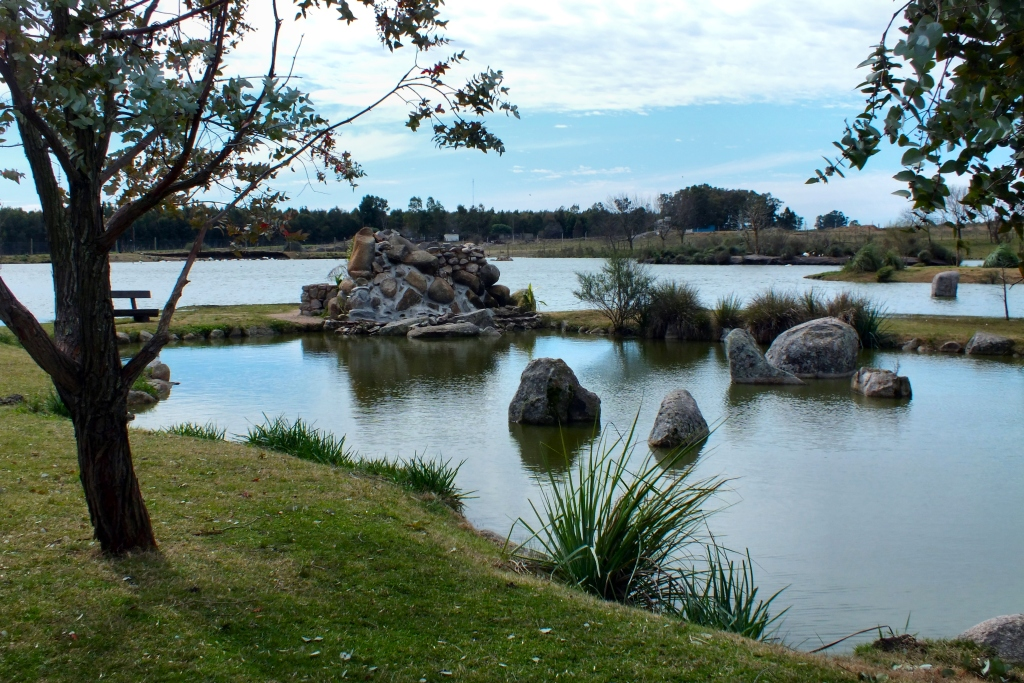
Reserva Dr. Rodolfo Tálice.

### Orografía
Flores tiene el suelo ondulado por la Cuchilla Grande, que en él desprenden los ramales de Marincho, de Porongos y otros. Al suroeste se destacan en el paisaje los cerros de Ojosmín. Posee abundantes areniscas de Palacio en su parte Norte, donde forman escarpas panorámicas, y al ser erosionadas dejan lugar a las llamadas grutas, como la del Palacio, típico de esta clase de formaciones, con curiosas columnas. Dicha arenisca ferruginosa, tiene una coloración rojiza característica, y se emplea para el arreglo de caminos. No faltan en Flores mares de piedra de corta extensión, en zonas donde aflora el granito (Marincho, Arroyo Grande), y en algunos cerros (Ojosmín). 

### Hidrografía
La Cuchilla Grande forma la divisoria principal del departamento, separando las cuencas del río Negro, de la del Santa Lucía; a este último corre el río San José, que nace en el departamento; hacia el río Negro se dirigen el río Yí y el arroyo Grande; la Cuchilla de Marincho separa los tributarios del arroyo Grande (cuyo principal afluente es el arroyo de la Guardia Vieja) de los del río Yí, corriendo hacia este último el arroyo del Tala, el arroyo Sarandí, el arroyo Maciel (cuyo principal afluente es el arroyo del Tala) el arroyo Chamangá y el arroyo Porongos, que pasa a poca distancia de Trinidad, capital del departamento. Al sur el río San José, recibe al arroyo San Gregorio.

## Economía
Hay zonas donde se cultivan cereales como trigo, maíz, lino y girasol. El suroeste se dedica en parte a la lechería elaborándose queso. El departamento se destaca principalmente por su producción lanera. Entre las actividades industriales pueden citarse el lavado de lana, la fabricación de quesos, el curtido de cueros, fabricación de ladrillos y baldosas; siendo los establecimientos generalmente muy grandes y ubicados muchos de ellos en la capital, Trinidad.

### Estadísticas
- Migración interna: 24%
- PBI departamental: US$ 4796 per cápita
- Hogares con NBI: 28,5%
- Tasa de desocupación: 4,7%
- Vacunos: 350 000
- Hectáreas: 505 943

## Demografía
Según el censo de 2023, existen en el departamento 26 271 habitantes y 12 391 hogares particulares. El tamaño medio del hogar es 2,4 personas. Por cada 100 mujeres existen 97,5 hombres.
- Tasa de crecimiento exponencial de la población: -0,313% (2008)
- Tasa bruta de natalidad: 14,20 nacimientos/1000 personas (2008)
- Tasa bruta de mortalidad: 9,97 muertes/1000 personas (2008)
- Edad mediana: 34,2 años (32,8 hombres, 35,7 mujeres)
- Esperanza de vida al nacer:
  - Población total: 76,96 años
  - Hombres: 72,98 años
  - Mujeres: 81,10 años
- Número medio de hijos por mujer: 2,13 hijos/mujer
- Ingreso medio mensual per cápita del hogar (ciudades de 5000 o más habitantes): 4754,1 pesos/mes

### Evolución poblacional
El departamento de Flores es el menos poblado del país con una población de 26 271 habitantes en todo su territorio. La población se mantiene estancada en su crecimiento, lo que lo demuestra el hecho de tener prácticamente la misma cantidad de habitantes que en 1975. La mayoría de sus habitantes se concentran en la capital departamental.
| Año  | Población |
| ---- | --------- |
| 1963 | 23 806    |
| 1975 | 25 006    |
| 1985 | 24 739    |
| 1996 | 25 030    |
| 2004 | 25 104    |
| 2011 | 25 050    |
| 2023 | 26 271    |

### Principales centros urbanos
Pueblos o ciudades de Flores de acuerdo a los datos del censo del año 2023.
| Ciudad/Pueblo    | Población |
| ---------------- | --------- |
| Trinidad         | 22.893    |
| Ismael Cortinas  | 1.075     |
| Andresito        | 256       |
| La Casilla       | 174       |
| Juan José Castro | 118       |
| Cerro Colorado   | 109       |
| Área rural       | 1.646     |

## Deportes
El deporte por excelencia de este departamento es el fútbol, teniendo como principales equipos a Independiente y Porongos. Jugadores destacados que han surgido en el fútbol local son Andrés Scotti, Gonzalo Castro, Matías Quagliotti, Maximiliano Callorda y Kevin Méndez. También se destacan la pelota vasca, deporte ampliamente difundido en el departamento, del cual salieron pelotaris que representaron a Uruguay en diferentes mundiales y Juegos Olímpicos como Jorge E. Tourreilles, Esteban Fagalde e Ignacio Unzurrunzaga entre otros, el básquetbol y el ciclismo.[cita requerida]

## Atractivos turísticos

### Lagos de Andresito
Se encuentra sobra la ruta 3 a pocos kilómetros de la localidad de Andresito. Los lagos se forman como consecuencia de la represa de Palmar, ubicada en el departamento de Soriano, su embalse limita con los departamentos de Flores, Durazno y Río Negro. 

La zona posee una belleza intrínseca, maximizada por la presencia del puente, la carretera y su altimetría con respecto al enorme espejo de agua. En el lugar se realiza cada año, en el mes de enero, el Festival "Andresito le canta al país" que nuclea manifestaciones del canto folclórico nacional e internacional. Posee parador y cabañas que cuentan con cuchetas, kitchenet, baño con agua caliente, aire acondicionado, conexión a televisión parabólica, ropa de cama y cocheras con parrillero. La zona, dotada con parrilleros, mesas y bancos es apta además para pícnic, pesca y práctica de deportes náuticos. A 2 km de distancia, en el departamento de Soriano se encuentra el Parque Bartolomé Hidalgo dotado de gran variedad de especies forestales, que constituyen un atractivo más para la zona.

### Grutas del Palacio

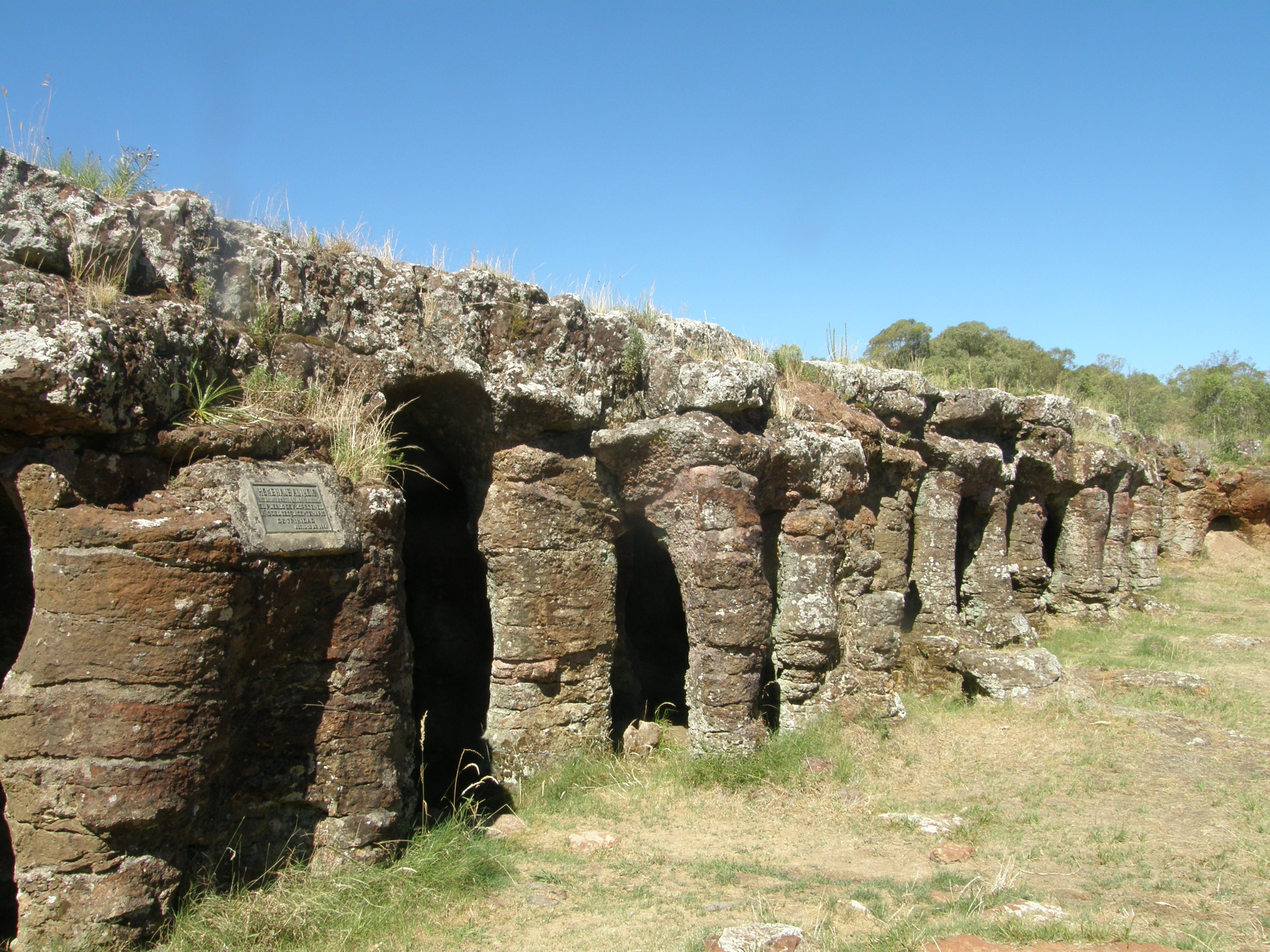
Entrada a las Grutas del Palacio.

La Gruta del Palacio es una formación prácticamente única en Uruguay y forma parte de un interesante proyecto de desarrollo en el Departamento de Flores. Allí, una serie de columnas de alrededor de 2 metros de altura permite que entre ellas aparezcan cavernas a las que se puede penetrar caminando. Poseen un frente de algún centenar de metros aunque solamente 40 de ellos son de fácil acceso al público. La profundidad actual permite entrar a pie hasta unos 8 metros, existiendo solo una gatera (de cincuenta a setenta cm de altura) por la que puede llegarse "gateando" por algunos metros más. Si bien muchas veces se ha hablado de que fue construida por los indios, hoy esta teoría se descarta totalmente. En realidad parece ser que fue utilizada por los aborígenes como vivienda. Su origen se remonta a decenas de miles de años antes de la aparición del indio en estas tierras. El primer estudio geológico sobre los materiales de esta Gruta pertenecen al Doctor Karl Walter que durante el período 1909-1938 estuvo al frente de la cátedra de Geología de la Facultad de Agronomía, siendo sus trabajos textos de consulta vigentes hoy en día. La gruta pertenece a la formación geológica "Areniscas de Asencio" o Formación Asencio. En la parte superior de las mismas, se produjo un intenso fenómeno de ferrificación, que determinó curiosas formas erosivas columnares. Las "Areniscas de Asencio" pertenecen a la Era Cretácica Superior. En la actualidad cuenta con batería de baños, cafetería y centro de interpretación en donde existe un museo con una colección de rocas y minerales.
En noviembre de 2011 UNESCO en conjunto con la Intendencia de Flores organizaron el Taller "Geoparques: una alternativa para el desarrollo local", con el fin de propender a la creación de geoparques en América Latina y el Caribe.

### Balneario «Don Ricardo»
Se encuentra sobre Ruta 14, hacia la ciudad de Durazno; aproximadamente a 8 km de Trinidad, sobre la costa del Arroyo Porongos. La zona posee arbolado de monte natural y forestación efectuada por la Comuna. Cuenta con zona de pícnic, parrilleros bancos y mesas, batería de baños para damas y caballeros y lavaderos, casa para el cuidador todo el año, con parador (en temporada), se dispone de cancha de fútbol, vóley ball y zona de juegos para niños. En época estival servicio municipal de guardavidas.

### Ciudad de Trinidad
La ciudad cuenta con algunos atractivos, entre los que se destacan:
- Museo Histórico Departamental «Dr. Fernando Gutiérrez»
- Reserva de Flora y Fauna Dr. Rodolfo Tálice
- Parque Centenario
- Hipódromo Ituzaingó